# Bernimont
Ne doit pas être confondu avec Bernimont (Léglise).
Bernimont est un hameau de la commune belge de Libramont-Chevigny située en Région wallonne dans la province de Luxembourg. Avant la fusion des communes de 1977, il faisait partie de la commune de Sainte-Marie-Chevigny.

## Géographie
Bernimont se trouve à un demi kilomètre au sud de Sainte-Marie-Chevigny.